# Ophioglossum melipillense
Ophioglossum melipillense là một loài dương xỉ trong họ Ophioglossaceae. Loài này được Remy, Gay mô tả khoa học đầu tiên năm 1854.
Danh pháp khoa học của loài này chưa được làm sáng tỏ. 